# چسزکو
چسزکو (به لاتین: Trzeszków) یک روستای لهستان در لهستان است که در Gmina Pawłów واقع شده‌است.

## خصوصیات
چسزکو ۳۷۰ نفر جمعیت دارد.